# ماریو ماریچ
ماریو ماریچ (کرواتی: Marijo Marić؛ زادهٔ ۱۲ ژانویهٔ ۱۹۷۷) بازیکن فوتبال اهل کرواسی بود.
از باشگاه‌هایی که در آن بازی کرده‌است می‌توان به باشگاه فوتبال وی‌اف‌آر آلن، باشگاه فوتبال بوخوم، باشگاه فوتبال آرمینیا بیله‌فلد، و باشگاه فوتبال اشتوتگارت اشاره کرد.
وی همچنین در تیم‌های ملی فوتبال کرواسی بازی کرده‌است.